# Carex dipsacea
Carex dipsacea är en halvgräsart som beskrevs av Sven Berggren.
Carex dipsacea ingår i släktet starrar och familjen halvgräs. Inga underarter finns listade i Catalogue of Life.